# Исвейлион
Исфейлион (валл. Ysfeilion) — суб-королевство, зависимое от королевства Гвинед. Образовалось в V веке, охватывало территорию острова Англси и противоположного берега Менай.

## История
В V веке остров Англси был освобожден от ирландцев. После смерти Кунедды этот остров стал владением одного из его многочисленных сыновей — Исфаэла. После его смерти ирландцам удалось занять часть острова. Но Мейлир, сын Исфаэла, вместе со своими братьями Киниром и Инеигром и кузеном Кадваллоном, освободили Инис Мон от ирландцев. Обычно после этого государство называется Мейлирионом.

## Правители
- Исфаэл Герой (445—500)
- Мейлир Мейлирион (500—530)
- Кинир ап Мейлир (530-)
- Пилл ап Кинир[3]
- Бран ап Пилл[4]
- Мархуин ап Бран (610)[5]
- Гуилфиу ап Мархуин (650)[6]
- Тифодет ап Гуилфиу (690)[7]
- Тиди ап Тифодет (720)[8]
- Мейлир Эрир Гуир Горсет (760)[9]
- Передур Теирноет (800)[10]
- Киллин Инфит (840)[11]
- Кунус Чёрный (880)[12]
- Гретиф ап Кунус[12]